# Artür Harfaux
Artür Harfaux, né à Cambrai le 29 mai 1906, mort à Paris 12e le 1er mai 1995, est un dessinateur, photographe et scénariste français.

## Biographie
Il fait la connaissance au lycée de Cambrai de Maurice Henry et rencontre René Daumal, Roger Vailland, Roger Gilbert-Lecomte, les « Phrères simplistes » comme ils se nomment (1926).
Artür Harfaux rejoint Paris en 1924 avec Maurice Henry. Au sein de la revue Le Grand Jeu, il mène des recherches sur la photographie, avec Aléatoires et Scène de la vie courante, Photomontage (1928).
En 1932, il quitte Le Grand Jeu pour rejoindre le groupe d'André Breton.
De 1939 à 1951, Harfaux et Henry se consacrent au cinéma sous le nom des « Gagmen associés », et participent à une vingtaine de films comme gagmen ou scénaristes dont : Madame et le mort de Louis Daquin, 120 rue de la Gare d'après Léo Malet, Coup de tête, Les Aventures des Pieds Nickelés, Bibi Fricotin, Au petit bonheur et  L'Honorable Catherine de Marcel L'Herbier.